# رينيه بدر
رينيه بدر هو لاعب كرة قدم ومدرب كرة قدم سويسري، ولد في 7 أغسطس 1922 في سويسرا، وتوفي في 1995 في بازل في سويسرا. شارك مع منتخب سويسرا لكرة القدم. أما مع النوادي، فقد لعب مع نادي بازل.

## وصلات خارجية
- رينيه بدر على موقع الاتحاد الدولي (مؤرشف)  (الإنجليزية)
- رينيه بدر على موقع قاعدة بيانات كرة القدم.إي يو (الإنجليزية)
- رينيه بدر على موقع ناشيونال فوتبول تيمز (الإنجليزية)
- رينيه بدر على موقع Soccerway.com (الإنجليزية)
- رينيه بدر على موقع عالم كرة القدم.نت (الإنجليزية)